# Allodin Fothergill
Allodin Fothergill (7 febbraio 1987) è un velocista giamaicano.

## Palmarès
| Anno | Manifestazione      | Sede           | Evento      | Risultato | Prestazione | Note             |
| ---- | ------------------- | -------------- | ----------- | --------- | ----------- | ---------------- |
| 2006 | Mondiali juniores   | Pechino        | 400 m piani | 6º        | 46"68       |                  |
| 2006 | Mondiali juniores   | Pechino        | 4×400 m     | 6º        | 3'08"28     |                  |
| 2007 | Giochi panamericani | Rio de Janeiro | 4×400 m     | 5º        | 3'04"15     |                  |
| 2008 | Olimpiadi           | Pechino        | 4x400 m     | 8º        | 3'00"09     |                  |
| 2010 | Giochi CAC          | Mayagüez       | 400 m piani | Bronzo    | 45"24       |                  |
| 2010 | Giochi CAC          | Mayagüez       | 4×400 m     | Oro       | 3'01"68     |                  |
| 2011 | Mondiali            | Taegu          | 4×400 m     | Bronzo    | 3'00"10     |                  |
| 2013 | Campionati CAC      | Morelia        | 4×400 m     | 5º        | 3'03"69     |                  |
| 2014 | Mondiali indoor     | Sopot          | 4×400 m     | Bronzo    | 3'03"69     | Record nazionale |